# Jamhuridagen
Jamhuridagen är en nationell helgdag i Kenya, och firas den 12 december varje år. Jamhuri är Swahili för "republik" och dagen firas officiellt för att fira att det var på denna dag 1964 som Kenya blev republik. Dock var det också på denna dag som Kenya 1963 blev fullt självständigt från Storbritannien, så dagen firas även av den anledningen. Dagen är Kenyas viktigaste helgdag, med flera kulturella festivaler.

### Fotnoter
1. ↑  Facts and Figures Kenyas utrikesministerium. (Läst 1 juni 2011)